# Ligia boninensis
Ligia boninensis är en kräftdjursart som beskrevs av Nunomura1979. Ligia boninensis ingår i släktet Ligia och familjen gisselgråsuggor. Inga underarter finns listade i Catalogue of Life.